# Ignasi Carrasco de Paula
Ignasi Carrasco de Paula (Barcelona, 25 d'octubre de 1937) és un bisbe català que presideix l'Acadèmia Pontifícia per a la Vida des del nomenament de Benet XVI el 30 de juny de 2010.
Cursà estudis universitaris en filosofia, medicina i cirurgia, abans de rebre l'ordenació sacerdotal el 8 d'agost de 1966 a Roma. Del 1984 al 1994 fou membre del Comitè Ètic per als Assaigs Clínics de l'Hospital del Nen Jesús de Roma i Rector de la Pontifícia Universitat de la Santa Creu, vinculada a l'Opus Dei. Del 2002 al 2009 fou professor de bioètica a la Universitat Catòlica del Sagrat Cor de Roma i allà fou director de l'Institut de Bioètica. Té diverses publicacions sobre la bioètica, l'ètica mèdica i la medicina legal.